# Hermann Arthur Jahn
Hermann Arthur Jahn professzor (Colchester, 1907. május 31. – Southampton, 1979. október 24.) német származású angol tudós. Teller Edével felfedezték a Jahn-Teller effektust.

## Életútja
Friderich Wilhelm Hermann Jahn és Marion May Curtiss fia volt. A Lincoln College-ben végzett.
1928-ban a University College, London-ban szerzett BSc-t kémiából, majd Werner Heisenberg felügyelete alatt tette le a PhD fokozatot 1935. február 14-én, a lipcsei egyetemen. A disszertációját a metánmolekula forgásáról és rezgéséről írta.

### Karrierje
1935-től 1941-ig a londoni Royal Institution David Faraday Kutatólaboratóriumában dolgozott. 1941 és 1946 között a Royal Aircraft Establishment alkalmazásában a Farnborough repülőtér tervezője volt. A Southamptoni Egyetemen 1949-től 1973-ig elsőként oktatott professzorként alkalmazott matematikát. Tudományos közleményeket tett közzé az kvantummechanikáról és a csoportelméletről.

### Magánélete
1943-ban Hendonban feleségül vette Karoline Schulert. 1944-ben született egy fiuk és 1946-ban egy lányuk. 1979-ben halt meg 72 évesen.